# Kim Darby
Kim Darby, właśc. Deborah Zerby (ur. 8 lipca 1947 w Los Angeles) – amerykańska aktorka i nauczycielka. 
Zadebiutowała na ekranie w wieku 15 lat jako uczennica w muzycznej komedii romantycznej George’a Sidneya Bye Bye Birdie (1963). Jej przełomową rolą była postać Mattie Ross, która prosi Johna Wayne’a o pomoc w pomszczeniu morderstwa ojca w westernie Henry’ego Hathawaya Prawdziwe męstwo (1969), za którą otrzymała nominację do nagrody BAFTA dla najbardziej obiecującej debiutantki w pierwszoplanowych rolach filmowych. W tym samym roku była nominowana do Złotego Globu dla najlepszej aktorki w filmie komediowym lub musicalu za rolę Doris Bolton Owen w kontrkulturowej komedii Pokolenie (Generation, 1969). Za rolę Virginii Calderwood w miniserialu ABC Pogoda dla bogaczy (Rich Man, Poor Man, 1976) zdobyła nominację do nagrody Emmy.

## Filmografia

### Filmy
- 1967: Ironside (TV) jako Ellen Wells
- 1969: Prawdziwe męstwo jako Mattie Ross
- 1970: Truskawkowe oświadczenie jako Linda
- 1971: Gang Mamy Grissom jako Barbara Blandish
- 1995: Halloween 6: Przekleństwo Michaela Myersa jako Debra Strode
- 2001: Ptaszek w klatce jako Louise Standon, matka Katie

### Seriale
- 1964: Doktor Kildare jako Patsy Carey / Sandy Kimball
- 1965: Ścigany jako Sharon Wolfe
- 1966: Star Trek: Seria oryginalna jako Miri
- 1966: Ścigany jako Ruth Simmons
- 1967: Strzały w Dodge City (Gunsmoke) jako Carrie Neely / Angel
- 1967: Bonanza jako Trudy Loughlin
- 1972: Ulice San Francisco jako Holly Jean Berry
- 1973: Ironside (Komisarz Ironside) jako Samantha
- 1976: Pogoda dla bogaczy jako Virginia Calderwood
- 1979: Statek miłości jako Wendy
- 1982: Statek miłości jako Sarah Curtis
- 1984: Napisała: Morderstwo jako Laurie Bascomb
- 1986: Riptide jako Nice Beverly
- 1995: Napisała: Morderstwo jako Joan Kemp
- 1996: Portret zabójcy jako Ilene Klinger
- 1999: Jak pan może, panie doktorze? jako Katherine
- 2000: Z Archiwum X jako Kathy Lee Tencate
- 2014: Pułapki umysłu jako Stacia Clairborne